# Нетреба, Ирина Петровна
Ирина Петровна Нетреба (укр.  Ірина Петрівна Нетреба, род.26 апреля 1991) — украинская, затем азербайджанская спортсменка украинского происхождения, борец вольного стиля, призёрка чемпионатов мира и Европы.

## Биография
Родилась в 1991 году во Львове. На детских и юношеских соревнованиях выступала за Украину, представляла Украину на чемпионате мира 2008 года в Токио, где заняла 9 место. С 2012 года выступает за Азербайджан.
В 2013 году завоевала бронзовую медаль Универсиады в Казани. В 2014 году стала серебряным призёром чемпионата Европы. В 2018 году стала обладательницей бронзовой медали чемпионата мира.